# 野人老師
《野人老師》（英語：Into the Wild）是香港MakerVille製作的電視劇，由鄭丹瑞、邱士縉、陳瑞輝、談善言、沈殷怡主演。
此劇於2022年10月3日至21日，逢星期一至五21:30－22:30在ViuTV播出，製作特輯《野人老師製作特輯：野外備課》於2022年10月1日22:00－22:15播出。台灣OTT由LiTV 線上影視於10月4日起，同步跟播上架，並由「FWD 富衛保險」呈獻。

## 演員

### 大地小學
- 位於坪澳灣。

#### 教職員
| 演員                  | 角色   | 介紹 |
| 陳湛文 （青年）鄭丹瑞 | 李世豪 | Raymond 大地小學創辦人兼校長 綽號野人老師 崇尚自然教育，與李白理念不同 於第13集退休，由李白接手                                        |
| 黃梓樂 （童年）邱士縉 | 李 白  | 李Sir、李白老師 大地小學舊生 因醜聞而被補習社董事罷免，及後於大地小學成為老師 於第15集因應教育局決定而結束學校                         |
| 談善言                | 鍾晨光 | 晨光老師 大地小學老師 原於創投公司工作，因患躁鬱症而被解僱 開初厭惡李白的功利，處處與他針鋒相對 與李白磨合後成為教育上的好拍檔並暗戀其 |
| 鍾慧冰                | 玲 姐  | 大地小學雜務員 |

#### 學生
| 演員   | 角色   | 介紹                                                                                                  |
| 羅天朗 | 廖文俊 | 菠蘿 於第1集登場 暗戀徐男 於第6集向其表白，後遭拒絕                                                   |
| 曾 芯  | 徐 男  | 男男 於第1集登場 於第6集收到菠蘿的表白，後拒絕                                                        |
| 余晞晉 | 林啟聰 | 聰聰 於第4集登場 李太之子 患有輕度自閉症 於第5集入讀大地小學                                          |
| 黃啟溢 | 陳日寶 | 大寶 於第2集登場 陳啟發、張靜之長子 陳月寶之兄 因入讀大地小學而與張靜不和，後和好 於第4集入讀大地小學 |
| 林信衡 | 陳月寶 | 細寶 於第2集登場 陳啟發、張靜之幼子 陳日寶之弟 因入讀大地小學而與張靜不和，後和好 於第4集入讀大地小學 |
| 麥晞妍 | 黃悅彤 | 孖辮妹 於第1集登場                                                                                    |
| 姜傲晴 | 李 問  | 問問 於第1集登場                                                                                      |
| 王汶彥 | 梁 富  | 肥仔 於第1集登場                                                                                      |
| 陳浩軒 | 李柏軒 | 軒軒 於第1集登場 李世豪之孫 李白、何滿兒之子 於第9集入讀大地小學                                      |

### 五星補習社
| 演員                  | 角色       | 介紹 |
| 黃錦燊                | 顏兆康     | 大顏生 五星補習社之大股東 顏家棟之父 針對李白，與董事們聯手踢他出董事局 |
| 黃梓樂 （童年）邱士縉 | 李 白      | 李Sir 五星補習社創辦人 英文科補習天王 因涉嫌與學生有外遇導致形象受損被董事們踢出補習社 |
| 陳瑞輝                | 顏家棟     | 顏Sir、家棟Sir、細顏生、Marco 顏兆康之子 Yvonne之好友，與其關係曖昧，後為其男友 五星補習社創辦人 與李白一同建立補習王國 數學科補習天王 柔道啡帶 於第9集拳打Billy Chan，及後將五星補習社股份轉讓給Billy Chan以換取對方不追究 於第10集向顏兆康辭去五星補習社職務，以專注發展柔道 |
| 沈殷怡                | 何滿兒     | 滿姐 中文補習老師 |
| 許晉邦                | Billy Chan | Billy Sir 四日三夜專攻訓練營成功學導師 顏家棟之下屬 常用叫口號及批判學生的手法去催谷學生成績，但教學手法不被顏家棟認同 先後被李白及顏家棟拳打 於第9集收購顏家棟的股份，成為股東                                                                                                |

### 李家
| 演員                  | 角色   | 介紹 |
| 陳湛文 （青年）鄭丹瑞 | 李世豪 | 李白之父 David之姐夫 Yvonne之姑丈 李柏軒之爺爺 |
| 鮑康兒                | 慧 敏  | 李世豪之亡妻 李白之亡母 David之亡姊 Yvonne之亡姑媽 軒軒之嫲嫲 33年前聖誕日於李白出生時難產而死                                                                        |
| 黃梓樂 （童年）邱士縉 | 李 白  | 李Sir 李世豪之子 何滿兒之夫，與學生有外遇，第1集離婚，其後欲舊情復熾，於第13集得知何滿兒有新歡 Yvonne之表哥 童年時被李世豪誤導，以為歌手周慧敏是其母親 生日是12月25號 |
| 沈殷怡                | 何滿兒 | 滿姐、滿兒、妹妹豬（何天鴻專稱） 煙民 李白之妻，第1集離婚，其後欲舊情復熾 被Kennedy暗戀，後為其之女友                                                                 |
| 張 雷                 | 何天鴻 | 何滿兒之父 李柏軒之外公 江湖中人 |
| 陳浩軒                | 李柏軒 | 軒軒 李世豪之孫 李白、何滿兒之子 |

### 其他演員
| 演員                  | 角色    | 介紹 |
| 陳宇琛                | David   | Yvonne之父 李世豪之小舅 李白之舅父 經營咖啡店「Coffee M」，對名為Michelle的女性特別有興趣                              |
| 羅允芝                | Yvonne  | David之女 李世豪之侄女 李白之表妹 顏家棟之好友，與其關係曖昧，後為其女友                                               |
| 胡卓希                | Kennedy | 木工 小龍之父 單親爸爸 暗戀何滿兒，後為其之男友                                                                        |
| 陳郁憲                | 陳啟發  | 股票經紀 張靜之夫 陳日寶、陳月寶之父                                                                                   |
| 李 敏                 | 張 靜   | 寶媽 律師 陳啟發之妻 陳日寶、陳月寶之母 崇尚精英教育，反對陳日寶、陳月寶去大地小學讀書，後改觀                         |
| 唐曉楓                | 李國輝  | 李太之夫 聰聰之父 |
| 楊 淇                 | 李 太   | 聰媽 紅色小巴司機 李國輝之妻 聰聰之母                                                                                  |
| 丁 羽                 | 徐 伯   | 徐男之祖父 於坪澳灣經營士多                                                                                            |
| 列英豪 （青年）河國榮 | 東 尼   | Tony 李世豪之友 陳燦之友，一度反目，後和好 企圖隱瞞自己患癌 喜歡鍾晨光，但被她拒絕                                     |
| 方健儀                | 方健儀  | 大地小學之舊生 前新聞主播 於第15集登場                                                                                 |
| 黃劍文 （青年）朱栢謙 | 陳 燦   | 李世豪之友 東尼之友，一度反目，後和好 教育局首席主任，後退休，由陳定堅接任                                             |
| 何洛瑤                | 陳思穎  | 四日三夜專攻訓練營學員 因測驗成績在班中最低分，常被Billy Sir公開批判 於第8集忍受不住壓力而企圖割脈自殺，但被顏家棟救回 |
| 梁文賢                |         | 補習社學生 |
| 何 求                 | 林同學  | 四日三夜專攻訓練營學員                                                                                                 |
| 敖嘉年                | 陳定堅  | 接替陳燦成為教育局首席主任 提議把大地小學「殺校」 於第13集登場                                                         |
| 劉富強                |         | 李問之父親 坪澳灣天后廟廟祝                                                                                            |

## 每集列表
| 集數   | 首播日期 | 標題                          | 備註   |
| 2022年 |          |                               |        |
| 1      | 10月3日  | 補習天王落難記                |        |
| 2      | 10月4日  | 振興村校挽回顏面              |        |
| 3      | 10月5日  | 糟透了的開放日 孖寶兄弟出走記 |        |
| 4      | 10月6日  | 天下無不是之父母？            |        |
| 5      | 10月7日  | 我不要扮石頭                  |        |
| 6      | 10月10日 | 男男的成人禮                  |        |
| 7      | 10月11日 | 最好的聖誕禮物                |        |
| 8      | 10月12日 | 人渣是甚麼？                  |        |
| 9      | 10月13日 | 代表自己的一拳                |        |
| 10     | 10月14日 | 秘密基地走失記                |        |
| 11     | 10月17日 | 裝傻扮懵的東尼                | 結局篇 |
| 12     | 10月18日 | 最後一場演唱會                | 結局篇 |
| 13     | 10月19日 | 李白失戀了                    | 結局篇 |
| 14     | 10月20日 | 校長要退休                    | 結局篇 |
| 15     | 10月21日 | 哈哈哈拜拜拜                  | 大結局 |

## 軼事
- 此劇是鄭丹瑞、丁羽、方健儀、鍾慧冰及敖嘉年首部參演的ViuTV劇集。
- 邱士縉及談善言是保良局胡忠中學同班同學，早已認識對方[2][3]。
- 陳瑞輝在開拍前2個多月已開始苦練柔道和健身，更獲取浩然柔道會橙帶資歷[4][5]。
- 陳宇琛及羅允芝飾演兩父女，但真實年齡只相差14年。
- 陳宇琛及邱士縉飾演兩舅甥，但真實年齡只相差11年。
- 飾演徐男的曾芯過去曾於香港電台及教育電視拍攝。
- 劇中大地小學聲稱位於離島坪洲虛構的「坪澳灣」，但取景地實為元朗攸潭尾學校。
- 原先另一種結局（大地小學成功逃過殺校命運，陳定堅兒子入讀大地小學，陳定堅放棄教育局主管之職位轉做有更多發揮的飲食界。）但製作組全權投票給第一結局，所以這個結局就被拋棄了。
- 此劇為河國榮生前最後一部拍攝的ViuTV劇集。

## 外部連結
- ViuTV：野人老師（劇集重溫） （页面存档备份，存于）
- MakerVille：野人老師 （页面存档备份，存于）
- YouTube上的《野人老師》主題曲 - 重新介紹（MV）
- YouTube上的《野人老師》製作特輯：野外備課
- 豆瓣电影上《野人老師》的資料 （简体中文）
- 浩然柔道會 （页面存档备份，存于）

| 香港 ViuTV 星期一至五 21:30－22:30         | 香港 ViuTV 星期一至五 21:30－22:30         | 香港 ViuTV 星期一至五 21:30－22:30 |
| ------------------------------------------ | ------------------------------------------ | ---------------------------------- |
|                                            | 野人老師 （2022年10月3日－2022年10月21日） |                                    |
| High Class （2022年9月5日－2022年10月1日） | 季前賽 （2022年10月24日－2022年11月11日）  |                                    |